# Campagnac (Aveyron)
Campagnac è un comune francese di 471 abitanti situato nel dipartimento dell'Aveyron nella regione dell'Occitania.

## Società

### Evoluzione demografica
Abitanti censiti